# 邝健人
邝健人（Kuang, Jianren，1947年—），广东省台山人，美籍华人编剧。曾任广州暨南大学校长秘书，广东省作协会员。主要作品有：中国第一部描写深圳经济特区的电影《特区姑娘》，中国第一部都市言情剧《公关小姐》（1988-89年），曾获飞天奖、金鹰奖。此外还有《加州来客》、《梦中的寻觅》、《警号139》、《夜光螺》等影视作品。
2005年编导取材自云南纳西族少数民族生活的电影《雪镯》。2007年加拿大罗杰斯集团与中国西影集团联合拍摄其20集电视连续剧《真情有家》。2007年，香港亚洲电视拍摄其的新作品26集电视连续剧《东边西边》。正在筹备的作品还有《飞天》、《铁路人家》等。
现任美国西方传播集团股份有限公司总裁。